# Lichter
Lichter ist der Titel eines deutschen Spielfilms von Hans-Christian Schmid aus dem Jahre 2003, der im selben Jahr auch Teilnehmer im offiziellen Wettbewerb der Berlinale 2003 war.

## Handlung
Der Film erzählt in einer Parallelmontage mehrere, nur lose und zum Teil gar nicht miteinander verknüpfte Episoden. Alle spielen in der Gegend von bzw. direkt im deutschen Frankfurt (Oder) und dem polnischen Słubice, die nur von der Oder und der deutsch-polnischen Grenze getrennt sind, mehrfach wird der Grenzübergang thematisiert. Der Film ist recht lebensnah gehalten, die Geschichten spiegeln die alltäglichen Sorgen, aber zum Teil auch existentiellen Ängste, von einfachen und realistisch dargestellten Menschen wider, die sich in der Regel klaren Gut-Böse-Schemata entziehen. Die Episoden im Einzelnen:
- Die ukrainischen Flüchtlinge – Zu Beginn des Films wird eine kleine Gruppe ukrainischer Flüchtlinge von ihren Schleppern im Wald nahe Słubice abgesetzt – ihnen wird gesagt, dass sie sich nur wenige Kilometer vor Berlin befänden. Während der junge Kolya und seine Freunde versuchen, die Grenze alleine zu überqueren, vertrauen sich Anna und Dimitri mit ihrem kleinen Kind einem polnischen Taxifahrer an. Kolya wird von den deutschen Grenztruppen aufgegriffen und trifft in der Haft auf die junge Dolmetscherin Sonja, kurz bevor er wieder nach Polen abgeschoben wird. Diese versucht mit ihrem Freund Christoph, Kolya in Słubice wiederzufinden und über die Grenze zu fahren.
- Die Arbeitslosen in Frankfurt/Oder – Ingo betreibt einen Matratzenladen kurz nach der Pleite. Er setzt alles auf eine letzte Werbeaktion und engagiert u. a. die junge Arbeitslose Simone hierfür. Die Werbeaktion scheitert und Ingo erleidet danach einen Rückschlag nach dem anderen, während Simone alles ansehen muss. Dennoch ist Ingo in mehrfacher Hinsicht kurzsichtig und merkt nicht, dass Simone ihm auch ohne Bezahlung helfen möchte.
- Die Zigarettenschmuggler – Etwas außerhalb von Frankfurt leben die beiden Jugendlichen Marko und Andreas auf dem Schrottplatz des Kleinkriminellen Mike. Marko schmuggelt zusammen mit seiner Freundin Katharina Zigaretten aus Polen nach Deutschland. Als Katharina von den Behörden in Gewahrsam genommen wird, macht sich jedoch Andreas auf den Weg, um sie zu befreien und gemeinsam mit den Einnahmen aus dem Schmuggel zu fliehen. Marko und Mike greifen sie jedoch auf und rächen sich – zunächst.
- Der polnische Taxifahrer – Antoni versucht verzweifelt, Geld für das Kommunionskleid seiner Tochter zu verdienen, da seine Frau Milena von ihrem Chef Ingo um den letzten Lohn geprellt wurde. Als er es mit regulärer Arbeit jedoch nicht schafft, nimmt er die ukrainischen Flüchtlinge Anna und Dimitri bei sich auf und versucht, sie über die Grenze zu bringen.
- Die geplante Fabrik – Philipp, ein junger Architekt, trifft bei Verhandlungsgesprächen mit deutschen und polnischen Industriellen seine ehemalige Freundin Beata wieder, die als Dolmetscherin arbeitet. Er möchte sich wieder mit ihr anfreunden, jedoch weiß er nicht, dass Beata mit ihrer Freundin Sonja zusammen auch als Callgirl arbeitet – und genau deswegen durch seinen Chef Klaus für die abendlichen Verhandlungen engagiert wurde.

## Kritiken
- epd Film, August 2003: „Schmid betrachtet alle seine Figuren mit liebevollem Blick, gerade dort, wo sie sich hoffnungslos verrennen. Was die Figuren einander versagen, schenkt er ihnen. (…) Ein sorgsam ausbalanciertes Zeitbild zwischen Melodram und Sozialrealismus: der eindringlichste und wichtigste deutsche Film seit langem.“[3] In der darauffolgenden Ausgabe vom September 2003 ist Lichter Film des Monats: „Schmid gelingt es, eine politische Umbruchsituation mit den existenziellen Nöten und Erfahrungen einzelner Menschen zu verweben – ohne diese Schicksale zu bloßen Exempeln eines historischen Augenblicks zu degradieren.“[4]
- Lexikon des internationalen Films: „Eine bravourös entwickelte und inszenierte Bestandsaufnahme bundesdeutscher Wirklichkeit[…]. Die Nähe der Handkamera ermöglicht dabei eine mitunter schmerzhafte Unmittelbarkeit, wobei der Film trotz seines Realismus eine feine Balance zwischen drückender Schwere und leichteren Momenten wahrt.“[5]
- Cinema: „Das lakonische Episodendrama zählt zum Besten, was der deutsche Film zu bieten hat.“
- TV Today: „Schmid ist ein Garant für Kino erster Güte. Short Cuts an der EU-Ostgrenze: Ein packendes, bewegendes Drama.“

## Auszeichnungen
Der Film gewann 2003 den Deutschen Filmpreis in Silber und im Jahr 2004 den Gilde-Filmpreis in Silber. Auf der Berlinale 2003 gewann er den FIPRESCI-Preis. Auf dem Filmkunstfest gewann er den Findlingspreis. Außerdem gewann er den Bayerischen Filmpreis als beste Produktion und für das beste Drehbuch. Der Kameramann Bogumił Godfrejów war nominiert für den Europäischen Filmpreis. 2004 wurde Lichter mit dem Deutschen Kritikerpreis ausgezeichnet.
Für den Besten Schnitt erhielt Hansjörg Weißbrich sowohl den Film+ Schnitt Preis als auch den Preis der deutschen Filmkritik.
Die Deutsche Film- und Medienbewertung FBW in Wiesbaden verlieh dem Film das Prädikat besonders wertvoll.